# Sosnowa Wola (wieś)
Sosnowa Wola – wieś w Polsce położona w województwie lubelskim, w powiecie kraśnickim, w gminie Dzierzkowice.
W latach 1975–1998 miejscowość administracyjnie należała do ówczesnego województwa lubelskiego.
Wieś stanowi sołectwo gminy Dzierzkowice. Według Narodowego Spisu Powszechnego (III 2011 r.) wieś liczyła 258 mieszkańców.

## Historia
Wieś powstała około połowy XVI wieku w kluczu dóbr Grabowieckich. Dokładnej daty jej powstania i założyciela nie udało się ustalić. Prawdopodobnie założył ją Wiktor Sienieński, a po którego śmierci w 1571 roku dokonano podziału dóbr. Wieś nie występuje w „Liber Retaksatorium” z 1529 roku, po raz pierwszy jej nazwa (jako Sosnowa Volia) pojawia się w 1564 roku.
W zasadzie wieś nie zmieniła swojej nazwy: w latach 1738-1739 występuje jako Sosnowawola. Nazwa wsi należy do nazw topograficznych, w tym przypadku odnosi się do sosnowego lasu sosnowego. Według Czesława Kosyla do takich właśnie nazw zaliczamy nazwy miejscowe równe wyrazom pospolitym niemotywowanym. Przymiotnik „Wola” oznacza, że wieś została założona na surowym korzeniu i jej pierwsi mieszkańcy mieli określony czas „wolnizny” od powinności na rzecz jej właściciela.
Z rejestru poborowego powiatu urzędowskiego 1926 roku wynika, że wieś należała do Jana Myszkowskiego, właściciela klucza grabowieckiego, który płacił od niej z 3 łanów osiadłych po 30 groszy, ćwierci roli po 7,5 grosza, 3 zagród z rolami po groszy 6 i czterech komornic ubogich. Razem poboru trojakiego florenów 12, groszy 10,5. Do początku XIX wieku należała do Moszyńskich, właścicieli klucza grabowieckiego. W 1803 roku wraz z folwarkiem nabył ją Józef Łaski, tworząc oddzielne dobra, które w latach 1833-1841 przechodzą w posiadanie rodziny Rudzkich.
Najstarszym dokumentem dotyczącym Sosnowej Woli jest spisana w 1803 roku umowa pomiędzy mieszkańcami wsi a jej nowym właścicielem, w którym wymienieni są właściciele z podaniem ich zamożności. Daje ona dokładny opis powinności chłopskich świadczonych przez wieś na rzecz dworu, określając je drobiazgowo. Wieś posiadała wówczas 23 gospodarstwa, w tym 21 gospodarstw trzydniowych sprężajnych, tj. takich, których właściciele zobowiązani byli do odrabiana 3 dniowej pańszczyzny w tygodniu przy użyciu koni, wołów lub bydła, i dwa gospodarstwa dwudniowe, sprężajne, których właściciele odrabiali pańszczyznę po dwa dni w tygodniu. Wójtem wiejskim był wtedy Jan Siedlarz, karbowym wiejskim do porządku we wsi był Michał Łyczek. We wsi była olejarnia. Zapewne jak w każdej innej wsi zasobnej, tutaj także byli zarobnicy (wyrobnicy) i komornice. Z akt parafialnych wynika, że już w początku XVIII wieku był we wsi również młyn dworski.
W pierwszej połowie XIX wieku, w obrębie folwarku Sosnowa Wola powstała mała osada śródleśna o nazwie Borek obecnie Zastocze. W roku 1846 w Sosnowej Woli było 19 gospodarstw posiadających łączny obszar 266 mórg, dwa gospodarstwa miały po 20 mórg, 4 gospodarstwa po 14 mórg, a pozostałe po 10 mórg. W roku 1864 w Sosnowej Woli uwłaszczono 28 gospodarstw o łącznej powierzchni 325 mórg 91 prętów, w tym: wygon i droga 43 mórg 134 prętów, pastwisko ogólne 26 mórg 102 pręty. W osadzie Borek uwłaszczono ogólnie 5 gospodarstw o łącznym obszarze 91 mórg 162 pręty. Uwłaszczeni włościanie w ramach uprawnień serwitutowych mieli prawo do otrzymywania z dworu: drewno na poprawę budynków, drewno opałowe z leżaniny, jeden lub dwie fury tygodniowo z lasu zwanego „Kamionka”, kopania pniaków na szczypy i łuczywo po jednej furze rocznie oraz pasania bydła na pastwisku dworskim (osada Borek z tego uprawnienia nie korzystała). Po rozparcelowaniu po II wojnie światowej folwarku Rudzkich w Sosnowej Woli powstała w kierunku Dzierzkowic Woli nowa osada wiejska Kolonia Sosnowa Wola.
Wieś Sosnowa Wola posiada grunty klasy średniej, w dużej mierze są to grunty piaszczyste.